# Rio Grande (skladba)
Rio Grande je kantáta anglického skladatele Constanta Lamberta z roku 1927. Dílo dosáhlo okamžité a dlouhodobé popularity už při uvedení v roce 1929. Skladba je příkladem symfonického jazzu, ne nepodobná stylu Rhapsody in Blue od George Gershwina, i když je to do značné míry Lambertovo individuální pojetí. Kombinuje jazzovou synkopii s pružnými latinskoamerickými tanečními rytmy, které vytvářejí atmosféru strašidelné nostalgie. Rio Grande bylo komponováno na stejnojmennou impresionistickou báseň od Sacheverella Sitwella a trvá zhruba 15 až 20 minut. Toto dílo bylo věnováno klavírnímu virtuosovi Angusovi Morrisonovi, který hrál sólový klavírní part při prvním uvedení.

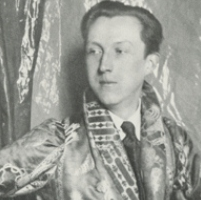
Sacheverell Sitwell v roce 1927, foto

## Premiéra
Kantáta byla prvně uvedena 27. února 1928 britskou rozhlasovou stanicí BBC Radio. Klavírní part hrál Angus Morrison, kterému bylo dílo věnováno.
První koncertní vystoupení se konalo v Manchesteru 12. prosince 1929 se Sirem Hamiltonem Hartym jako klavírním sólistou a dirigentem "Hallé Orchestra". Londýnskou premiéru mělo dílo následující den 13. prosince v "Queen's Hall" ve stejném obsazení. Koncert se opakoval následující měsíc.
První představení v Kanadě a v Severní Americe bylo 11. února 1930 s Ernestem Seitzem a Toronto Symphony Orchestra.
První uvedení v New Yorku bylo v květnu 2018, kdy pěvecký sbor Hunter College pod taktovkou Paula F. Muellera provedl toto dílo společně s Rossiniho Stabat Mater.